# Peter Brignall
Peter Malcolm Brignall (ur. 5 lipca 1953 w Londynie) – brytyjski duchowny katolicki, biskup Wrexham od 2012.

## Życiorys
Święcenia kapłańskie otrzymał 18 lutego 1978 i został inkardynowany do diecezji Menevia. Pracował głównie jako duszpasterz parafialny, a w latach 1980-1984 był kapelanem uniwersytetu w Bangor. W 1987 został prezbiterem nowo utworzonej diecezji Wrexham. Po zmianie inkardynacji pozostał w Bangor jako proboszcz miejscowej parafii Niepokalanego Poczęcia NMP, a w 1999 został dziekanem diecezjalnej katedry. Od 2003 wikariusz generalny diecezji.
27 czerwca 2012 papież Benedykt XVI mianował go ordynariuszem diecezji Wrexham. Sakry biskupiej udzielił mu 12 września 2012 jego poprzednik - biskup Edwin Regan.